# Nan Hoover
Pour les articles homonymes, voir Hoover.
Nan Hoover, née le 12 mai 1931 à Bay Shore, dans l'État de New York (États-Unis), et morte le 9 juin 2008 à Berlin (Allemagne), est une artiste américaine naturalisée néerlandaise.
Elle est connue pour son travail de pionnier dans les domaines de la vidéo, de la photographie et de la performance.